# Nana Zeneli
Nana Zeneli (rojena kot Nataša Hegler), slovenska pisateljica, TV- in radijska voditeljica, managerka.
Na TV Pika je leta 2008 vodila oddajo Povej naprej. Istega leta je postala piarovka stranke Lipa, ki sta jo takrat ustanovila Sašo Peče in Barbara Žgajner Tavš.
Z Genom Zenelijem ima dva otroka.

## Nastopi v resničnostnih oddajah
- Big Brother slavnih (2010)[4]
- Dvor (Srbija, 2011)[5]